# جيريمي إيتو
جيريمي إيتو (بالإنجليزية: Jeremy Ito)‏ هو لاعب كرة قدم أمريكية ولاعب كرة قدم كندية أمريكي، ولد في 4 مارس 1986 في لوما ليندا في الولايات المتحدة.